# Джуліус Адлер
Джуліус Окс Адлер (англ. Julius Ochs Adler; 3 грудня 1892, Чаттануга, Теннессі, США — 3 жовтня 1955, Нью-Йорк, Нью-Йорк, США) — американський видавець, журналіст і офіцер армії США у званні генерал-майора, відзначений високими нагородами. Він відзначився під час Першої світової війни як майор і командир батальйону 306-го піхотного полку та отримав Хрест «За видатні заслуги», другу найвищу нагороду армії Сполучених Штатів за мужність у бою.

## Життєпис
Джуліус Окс Адлер народився 3 грудня 1892 року в Чаттанузі, Теннесі, в родині Гаррі Адлера та Ади Окс Адлер. Його батько працював у виданні Chattanooga Times, що належала його шурину Адольфу Оксу, який згодом також став власником та видавником New York Times. Згодом Гаррі Адлер став генеральним директором Chattanooga Times.
Джуліус ріс разом із своєю кузиною, Іфігенією Окс, дочкою Адольфа Окса. Адольф ставився до Джуліуса як до рідного сина. Він брав Джуліуса в сімейні подорожі разом із своєю дружиною та дочкою. Так в 1904 році, коли Адольф придбав свій перший автомобіль, Окси, взявши із собою Джуліуса, вирушили у подорож Новою Англією та Канадою, де вони відвідали Галіфакс та Нову Скотію.
В 1908 році Джуліус почав навчання в Лоренсвільській школі-інтернаті в Нью-Джерсі. Ця школа готувала учнів до вступу до Принстонського університету. На вихідних та на канікулах Джуліус відвідував Оксів. Батьки Джуліуса очікували, що Джуліус стане спадкоємцем Адольфа Окса в частині, що стосувалась видавництва New York Times. Серед розширеної родини Оксів також було очікування, що Джуліус одружиться із своєю кузиною Іфігенією, дочкою Адольфа.
В 1910 році Джуліус вступив до Принстонського університету. Він закінчив університет влітку 1914 року, плануючи восени почати роботу в New York Times. Після закінчення університету, влітку 1914 Джуліус вирушив разом із кузиною Іфігенією та її матір'ю в європейську подорож. 31 липня 1914 року, перебуваючи в Німеччині, вони отримали телеграму від Адольфа Окса, в якій той наполягав на тому, щоб вони повертались додому, оскільки Європа була на межі війни. З Німеччини Джуліус разом із Оксами вирушили до Амстердаму, а звідти — до Лондону. З Британії Джуліус повернувся до Німеччини, щоб забрати свою матір та тітку, які залишались у Мюнхені. Забравши їх до Британії, Джуліус разом із ними повернувся до США, де він почав працювати в New York Times.
Хоча всередині літа 1915 року президент США Вудро Вільсон ще не був готовий оголосити мобілізацію до війська США у зв'язку із Першою світовою війною, волонтери організували військовий тренувальний табір у Платтсбурзі, штат Нью-Йорк. Адлер записався на тренувальні курси до табору. Влітку 1916 року в таборі знову викладали військово-тренувальні курси. Адлер повторно пройшов курси в 1916 році. Він дослужився до звання сержанта. Коли президент Вільсон оголосив війну Німеччині, Адлер отримав звання молодшого лейтенанта кавалерії та в 1917 році вирушив до Платтсбургу вже на офіцерські курси.
В Платтсбурзі Адлер познайомився із Артуром Гейсом Сульзберґером, сином торговця тканинами. Він брав Сульзберґера з собою до Оксів, де той познайомився із кузиною Джуліуса Іфігенією, з якою згодом одружився.
В 1918 році Адлер був інструктором в лонг-айлендському Кемп-Аптоні, військовому порті, який під час Першої світової війни слугував місцем, звідки американські війська відправлялись до Європи. В квітні 1918 року Адлера відправили до Франції командиром 77-ої дивізії 306-го піхотного полку. У Франції Адлер брав участь у наступальних операціях у Лотарингії, битві на Марні, на річці Вель та Мез-Аргоннській операції та був одним із багатьох солдатів, які постраждали від німецького іприту — бойової отруйної речовини.
14 жовтня 1918 року в рамках Мез-Аргоннської операції Джуліус та його підрозділ брали участь в наступі на селище Сен-Жувен в Аргоннському лісі. Взявши селище, Джуліус та його підрозділ стикнулись із 8-ми контратаками німців. Вони змогли протриматись всю ніч допоки не прийшло підкріплення. За це Адлер був нагороджений Хрестом «За видатні заслуги», Срібною Зіркою та Пурпуровим серцем. Під час цієї битви Адлер отруївся іпритом, і провів деякий час у госпіталі, звідки приєднався до 306 піхотного полку вже в новому званні майора.
Демобілізувавшись з армії навесні 1919 року, Адлер повернувся до роботи в New York Times.  В той час його давній друг та чоловік його кузини Артур Гейс Сульзберґер також вже працював в газеті. Між ними почалась конкуренція, оскільки обидва вважались претендентами на спадщину Адольфа Окса. Через декілька місяців, Адлер та Сульзберґер стали віце-президентами The New York Times Company, компанії, що управляла однойменною газетою. Адлер, на додаток, отримав посаду фінансового директора.
В 1922 році Адлер одружився із Барбарою Штетгаймер з Каліфорнії. Згодом Джуліус все більше займався виробничими та господарськими справами New York Times. В 1923 році Адлер разом із Артуром Гейсом Сульзберґером увійшов до ради директорів The New York Times Company. Адлер також продовжував військову кар'єру. В 1923 році йому було присвоєно звання підполковника, а в 1924 році він був призначений командиром 306-ого піхотного полку. В 1930 році Адлеру було присвоєно звання полковника Резерву Армії США.
В 1935 році помер Адольф Окс. Хоча Окс не призначив свого наступника в New York Times, він визначив, що наступник має бути призначений на розсуд довірчих керуючих його спадщини, якими були призначені кузина Адлера Іфігенія Окс Сульзберґер, її чоловік Артур Гейс Сульзберґер та Джуліус Адлер. Артур Гейс Сульзберґер та Джуліус Адлер були основними претендентами, щоб очолити газету. Голос Іфігенії був вирішальним, і  вона надала перевагу своєму чоловіку. Пізніше Іфігенія визнавала, що її кузен був невідповідною кандидатурою, щоб очолити газету, і не тільки, тому, що вона була лояльною своєму чоловіку, а тому, що Джуліус Адлер був занадто консервативним, і наполягав, щоб все робилось за правилами. Врешті, Джуліус Адлер став генеральним директором компанії, що управляла New York Times, а також видавцем іншої газети, що належала раніше Адольфу Оксу, а тепер — Іфігенії, Chattanooga Times.
Під час Другої світової війни в березні 1940 року Адлера призначили головою цивільного комітету, який здійснював реєстрацію молодих чоловіків, що вступали на тренувальні курси громадських військових тренувальних таборів, а також цивільним помічником Військового міністра США на час реєстрації. Оскільки в 1923 році Адлер отримав звання підполковника, а в 1930 році — полковника в Резерві Армії США, під час Другої світової війни його поновили на військовій службі в жовтні 1940 року, щоб він командував 113-м піхотним полком 44-ї дивізії у Форт-Діксі, штат Нью-Джерсі. Після підвищення до звання бригадного генерала у липні 1941 року у вересні 1941 року його призначили заступником командира 6-ї піхотної дивізії. Заступника командира 6-ї піхотної дивізії Адлер брав участь в побудові оборони Гаваїв. Зокрема, він реорганізував та координував оборонні плани різні формувань Армії США (повітряних та наземних сил) на острові Оаху, за що був нагороджений Бронзовою зіркою.
17 листопада 1944 року Адлер був звільнений зі служби за станом здоров'я.

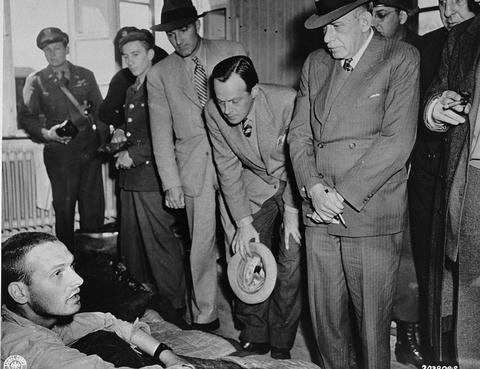
Редактори американських газет розмовляють із тими, хто вижив у лікарні щойно звільненого концтабору Бухенвальд, квітень 1945 року. Зліва направо: Норман Чендлер, Los Angeles Times; Вільям І. Ніколс (нахилений вперед, у центрі), журнал This Week; і Джуліус Окс Адлер, New York Times.

У 1945 році, після звільнення нацистських концтаборів у Німеччині, він був одним із вісімнадцяти керівників газет, запрошених генералом Дуайтом Д. Ейзенхауером відвідати та оглянути об'єкти, і він написав серію статей у New York Times, де докладно описував свій досвід і почуття.
Він служив командувачем 77-ї дивізії (Резерв Армії США) з листопада 1946 по 1948 рік, отримавши звання генерал-майора 24 січня 1948 року. Він був президентом Асоціації старших командувачів армійського резерву, 1949—1951.
В 1954 році в Адлера знайшли неоперабельний рак. Він помер 3 жовтня 1955 року та був похований на Арлінгтонському цвинтарі. На його могильному каміні написано: «Як бравий лідер у бою та як шановний радник на високій посаді, Ви добре заслужили велику честь бути відомим як „солдат з голови до п'ят“.
Дуайт Д. Ейзенхауер
5 жовтня 1954 року.»

## Інша діяльність
Окрім видавничої та військової справи, в Адлера були й інші бізнес-інтереси. Він був директором канадської паперової фабрики Spruce Falls Power and Paper Company, якою спільно володіли The New York Times Company та компанія Kimberly-Clark; віце-президентом та директором транслювальної компанії Interstate Broadcasting Company; головою правління Times Facsimile Corporation, дочірньої компанії The New York Times Company. Протягом чотирьох років поспіль Адлер також був головою кампанії зі збору коштів Нью-йоркського комітету з раку. Крім того, Адлер був членом ради довірчих власників Національного єврейського госпіталю, що знаходився в Денвері.

## Номінації та нагороди
Адлер був нагороджений:
- Хрестом «За видатні заслуги»
- Срібною зіркою
- Пурпуровим серцем
- Медаллю перемоги у Першій світовій війні
- Орденом Почесного легіону
- Воєнним хрестом (Франція)[1]
- Хрестом «За бойові заслуги» (Італія)[11]
- Бронзовою зіркою[6]
- Легіоном заслуг[12]

Крім того, в 1955 році суспільно-політична ветеранська організація «Американський легіон» присвоїла Адлеру Нагороду за американізм.

## Особисте життя
У Джуліуса та Барбари було троє дітей: син, Джуліус Окс Адлер-молодший, та дві дочки: Барбара А. Катзандер і Ненсі Дж. Адлер.
Його син Джуліус Окс Адлер-молодший (1924-2003) навчався в Лоренсвільській школі та закінчив у 1942 році Військову академію Калвера в Індіані. Він вступив до Принстонського університету, але пішов через один семестр, щоб служити у Восьмій повітряній армії в Європі, виконуючи бомбардувальні місії в Німеччині навідником-оператором на літаках-бомбардувальниках B-17 Flying Fortress. Він також працював в різних відділах New York Times до 1959 року, а потім став PR-консультантом. 

## Вшанування пам'яті
В 1955 році в Школі журналістики Колумбійського університету була заснована стипендія в розмірі 1000 доларів США на честь Джуліуса Адлера. ЇЇ планувалось присуджувати щорічно протягом п'яти років. В 1961 році стипендію відновили на ще п'ять років.Стипендія присуджувалась студенту, який продемонстрував здатність до лідерства в журналістиці, та чиє навчання не можна було б розпочати без фінансової допомоги.
В Нью-Йоркському університеті була заснована громадська нагорода імені Джуліуса Адлера в розмірі 100 доларів США, що присуджувалась студентам за громадську діяльність в студмістечку. В бібліотеці Принстонського університету був заснований фонд на честь Джуліуса Адлера. Розмір фонду скаладав 10 000 доларів США зі спадщини Адлера. Планувалось, що на кошти фонду будуть придбані книги для бібліотеки Принстонського університету.

## Праці Адлера
Джуліус Адлер був головним редактором двох праць, присвячених військовим підрозділам, в яких він служив:
- «Історія сімдесят сьомої дивізії, 25 серпня 1917 — 11 листопада 1918» 1919 року (англ. History of the Seventy-Seventh Division, August 25th, 1917 – November 11th, 1918)
- «Історія 306-го піхотного полку», 1935 року (англ. History of the 306th Infantry)